# Norman Mailer
Norman Kingsley Mailer (31. januar 1923 – 10. november 2007) var en amerikansk forfatter, journalist og filminstruktør. Han regnes som en af ophavsmændene til den litterære genre, der går under betegnelsen new journalism, og som beskriver verden gennem fiktionen. Han debuterede i 1948 med romanen De nøgne og de døde, der omhandlede hans egne oplevelser i anden verdenskrig, og siden har han skrevet en lang række romaner samt samfundskritiske bøger og biografier. Han vandt den eftertragtede Pulitzerpris to gange.

## Baggrund
Norman Mailer kom fra en jødisk familie i New Jersey. Han voksede op i Brooklyn, New York City og gik senere på Harvard-universitetet, hvor han uddannede sig til flyingeniør. Mens han gik på Harvard, fik han interesse for at skrive og udgav sin første historie som attenårig. Efter endt uddannelse i 1943 blev han indkaldt til hæren og aftjente sin værnepligt i Filippinerne under krigen.

## Karriere
Efter krigen udgav Mailer sin debutroman, De nøgne og de døde, der med ét slag gjorde ham verdensberømt. Ovenpå denne succes skrev han en række romaner samtidig med, at han arbejdede som manuskriptforfatter i Hollywood. I midten af 1950'erne blev han i stigende grad også kendt for sine udfordrende essays om det amerikanske samfund og kultur. Han har også skrevet skuespil, og i slutningen af 1960'erne instruerede han en række avantgardefilm.
Norman Mailer blev i 1960'erne også kendt for sine politiske udfoldelser, og han blev blandt andet arresteret i forbindelse med demonstrationer mod USA's deltagelse i Vietnamkrigen.
I 1979 skrev han en dokumentarroman om Gary Gilmore, den første drabsmand, som blev henrettet efter dødsstraffens genindførelse i USA.  Gilmore vakte opsigt ved selv at sige, at han fortjente at dø, og ved at nægte at anke dommen. Murstensromanen The Executioner's Song var baseret på breve, retsreferater og samtaler med pårørende og medfanger; for Mailer mødte aldrig selv Gilmore. Men under arbejdet med bogen fik han brev fra Jack Henry Abbott, der havde været Gilmores medfange. Mailer syntes, brevene var så litterært gode - og indholdsmæssigt interessante - at han fik to af dem trykt i New York Review of Books. Mailer havde selv undgået at komme i fængsel, kun fordi hans kone nr 2, Adele, undlod at anmelde ham, efter at han havde knivstukket hende til en fest i 1960’erne, og nær havde ramt hende i hjertet. 
Jack Henry Abbott var 37 år, og havde siddet 25 år i fængsel, hvoraf 15 år i enecelle, som straf for drabet på en medfange. Han beskrev volden i amerikanske fængsler med "overvældende detaljer, drama og ironi", sagde Mailer. Korrespondancen blev offentliggjort i bogen In the belly of the beast i 1981. Mailer gik med liv og sjæl ind for en prøveløsladelse af Abbott, og udtalte, at "kultur er en lille risiko værd". Jack Henry Abbott blev introduceret for New Yorks selskabsliv og var gæst i Good Morning America. Men allerede efter seks uger på fri fod knivstak han en ung servitør, Richard Adan. Under retssagen afslog han juridisk hjælp og var sin egen forsvarer.  I 2002 blev Abbott fundet i sin celle, hængt med snørebånd og et lagen om halsen, 58 år gammel. 

## Familieliv
På det personlige plan blev han gift seks gange og fik i alt ni børn (heraf en adopteret).